# Noa Neal
Noa Tamara Valerie Els Opdebeeck (Antwerpen, 12 september 1985), beter bekend onder haar artiestennaam Noa Neal, is een Vlaams zangeres en was presentatrice bij Anne, de muziekzender van VTM. 
Ze bracht in 2003 haar eerste Engelstalige poprockalbum uit, genaamd NoaNeal - Naked on the inside dat werd opgenomen en uitgebracht in Zwitserland. In 2007 nam ze deel aan Miss Belgian Beauty en werd ze eerste eredame. Begin 2008 toerde ze samen met honderd muzikanten van 28 nationaliteiten een half jaar mee met Up with People en gaf concerten in de Verenigde Staten, Mexico en Thailand. In 2009 nam ze deel aan de talentenjacht K2 zoekt K3. Ze zong de finale maar greep naast de hoofdprijs en werd opnieuw tweede. Begin 2010 werd ze opgepikt door Live Entertainment en haar pop/dancesingle Baby Tonight werd geproducet. Na deze single verscheen de single Anonymity. In 2011 deed ze presentatieopdrachten en MC's voor verschillende organisaties.
Vanaf 2012 is ze "leading lady" bij Anne, muziekzender van VTM en presenteert ze haar eigen muziekprogramma onder de naam Kids Hits alsook Shownieuws. In 2013 presenteerde ze de realityshow over 3M8S, de nieuwe boysband rond Dean, Dennis en Kevin Kayirangwa. Naast deze presentatieopdrachten verzorgt ze ook de Anne-komt-naar-je-toe-zomertoer samen met de Anne-gezichten Dean Delannoit en Gene Thomas.
Sinds oktober 2015 ging ze aan de slag als presentatrice bij FOX voor hun programma Gamejunks.
Begin juli 2013 bracht ze een nieuwe single uit Skydive, gevolgd door BIG Dreamer en Christmas Kisses. In het voorjaar van 2014 verscheen Light of the morning gevolgd door Happy Happy. Dit lied werd gebruikt in de internationale reclamecampagne van het handtassenmerk Kipling.
In 2024 nam ze deel aan Sing Again, een programma van VTM waarin deelnemers van vroeger die niet wonnen een tweede kans kregen.

## Discografie

### Singles
- Skydive (2013)
- Big Dreamer (2013)
- Christmas Kisses (2013)
- Light of the Morning (2014)
- Happy Happy (2014)
- Full Moon Party (2014)
- Fly Me Away (2015)
- Graffiti (2015)
- De Kracht Van De Liefde (met Jo Vally) (2015)
- Poison In Paradise (2016)
- Wild Heart (2016)

| Single met hitnotering(en) in de Vlaamse Ultratop 50 | Datum van verschijnen | Datum van binnenkomst | Hoogste positie | Aantal weken | Opmerkingen  |
| ---------------------------------------------------- | --------------------- | --------------------- | --------------- | ------------ | ------------ |
| Baby Tonight                                         | 2009                  | 12-12-2009            | 47              | 2            |              |
| De allermooiste tijd van het jaar                    | 2012                  | 22-12-2012            | tip86           | -            | A-stars      |
| Skydive                                              | 2013                  | 24-08-2013            | tip92           | -            |              |
| Big Dreamer                                          | 2013                  | 30-11-2013            | tip89           | -            |              |
| Christmas Kisses                                     | 2013                  | 21-12-2013            | tip67           | -            |              |
| Fly Me Away                                          | 2015                  | 28-02-2015            | tip43           | -            |              |
| Graffiti                                             | 2015                  | 11-04-2015            | tip94           | -            |              |
| De Kracht Van De Liefde                              | 2015                  | 16-05-2015            | tip4            | -            | met Jo Vally |